# Vaisseau spatial
Pour les articles homonymes, voir Vaisseau.
Pour Cet article présente des véhicules imaginaires ; pour les véhicules réels, voir Véhicule spatial.

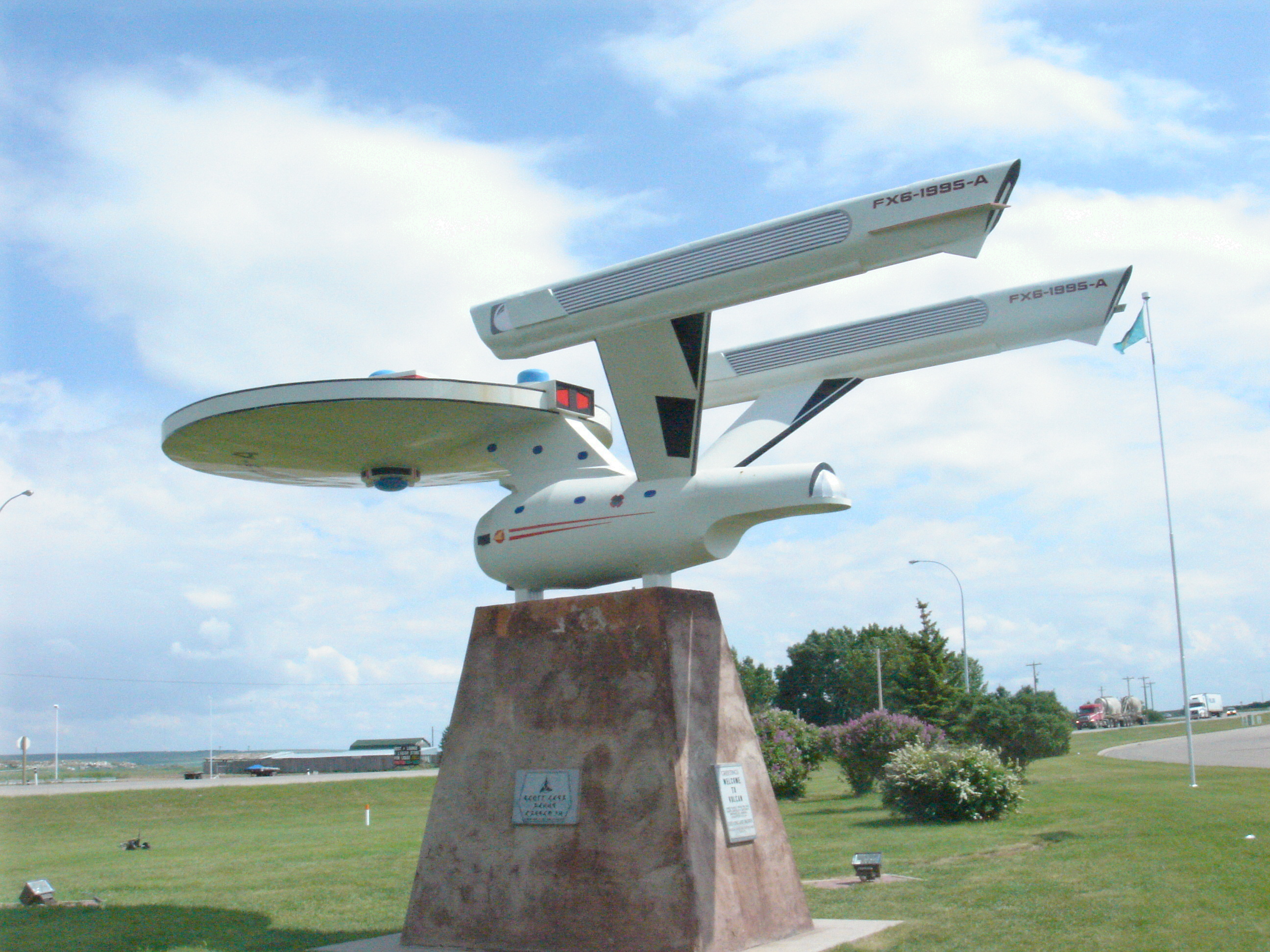
Maquette de l' dans la série Star Trek.

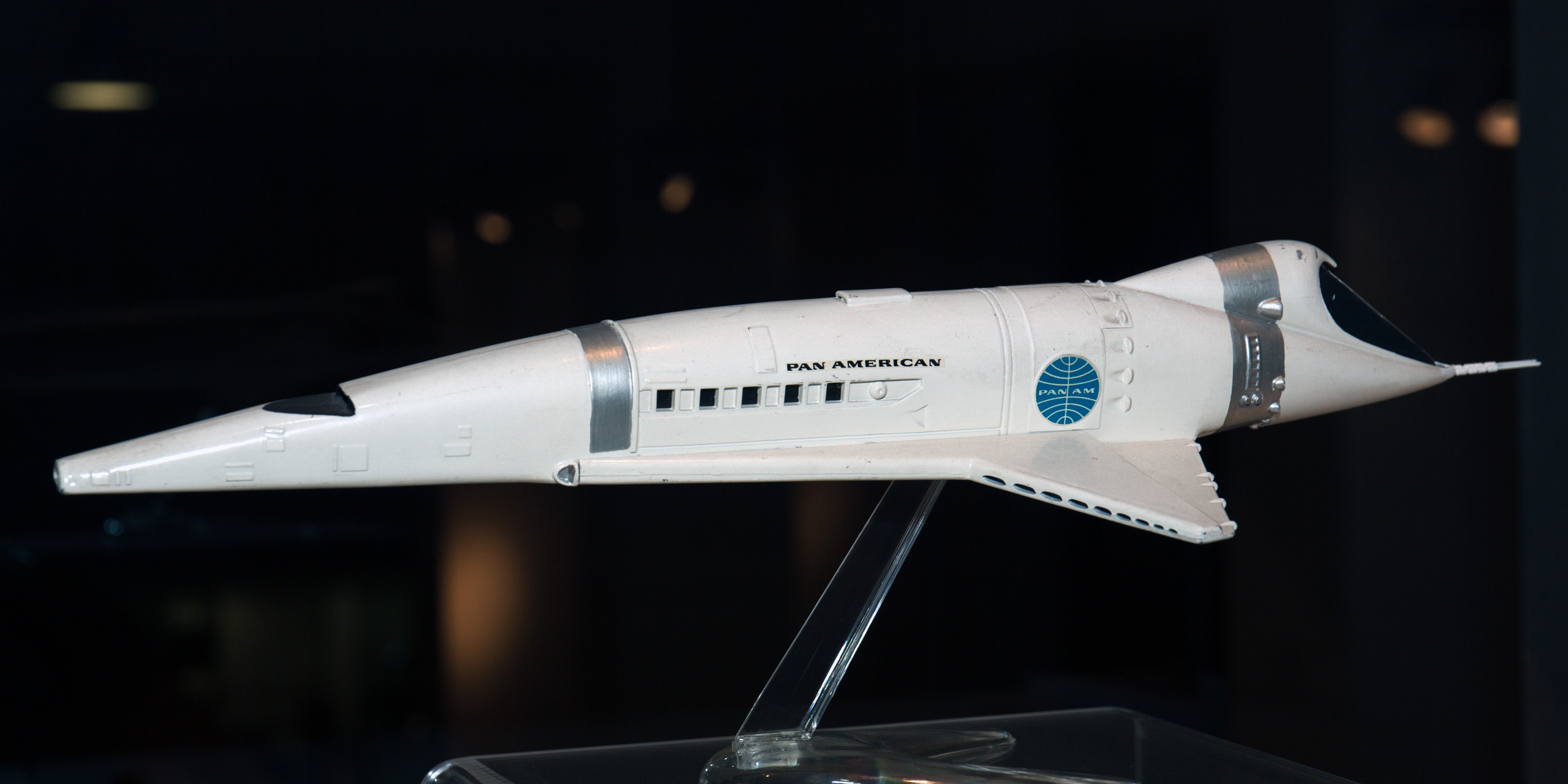
Maquette du vaisseau Orion III dans le film 2001, l'Odyssée de l'espace.

En science-fiction, un vaisseau spatial est un engin qui se déplace dans l'espace ou le temps, généralement dans le vide spatial. Le terme « vaisseau spatial » désigne généralement des engins imaginaires, tandis que le terme « véhicule spatial » est préféré pour désigner des engins réels.
La littérature, le cinéma et la bande dessinée ont abordé à de nombreuses reprises ce thème, notamment dans la saga Star Wars (où vole le Faucon Millenium) et la saga Star Trek (où évoluent le USS Enterprise et ses déclinaisons).

## Types d'histoires tournant autour de vaisseaux spatiaux
Très souvent, le vaisseau est en premier lieu un véhicule : on l'emprunte pour se déplacer dans l'espace, mais lui-même est peu détaillé. La fonction de déplacement n'est pas nécessairement l'unique intérêt dans l'univers de science-fiction. Un vaisseau spatial peut souvent devenir un « huis clos » où se déroulera une tragédie humaine dans des conditions extrêmes, comme dans Alien et de nombreux épisodes de Star Trek, Firefly ou plus récemment la série Stargate Universe.
Un vaisseau peut aussi servir à une guerre (cf. ci-après : « Vaisseaux de guerre »), ou en être l'enjeu. Ainsi, dans Star Wars, les deux Étoiles de la mort doivent-elles être détruites pour sauver la Rébellion et les planètes indépendantes. Dans le film d'animation Titan A.E., c'est la recherche d'un vaisseau-monde qui motive les héros ; dans Rendez-vous avec Rama et Stargate Universe, c'est son exploration.

## Aspect
Contrairement aux vaisseaux réels qui doivent tenir compte de nombreuses contraintes, le vaisseau spatial peut s'affranchir des lois de l'aérodynamisme (et paradoxalement en conserver certains aspects pour l'ambiance et le spectacle, comme des bruits de moteur ou des piqués de chasseurs).
La forme d'un vaisseau est parfois choisie en fonction de son armement militaire ; par exemple, les grands canons lasers sont souvent situés sur le dos de l'appareil, dimensionnés en fonction de leur puissance de feu maximale et dissimulés par une trappe. Les armes à répétition très rapide sont parfois placées au-dessous du vaisseau, à l'instar des hélicoptères militaires.
Par souci de réalisme, l'armement, l'énergie disponible, le blindage (bouclier) des vaisseaux sont souvent proportionnels à leur taille. C'est ainsi qu'un chasseur sera plus léger qu'une station de combat, ce qui aura pour effet de faire ressortir plus encore l'héroïsme des pilotes à son bord. Le créateur d'un engin choisit la forme de sa création en fonction aussi de l'histoire qu'il veut raconter. Dans Riddick par exemple, le vaisseau est armé de tous les côtés et peut accueillir une bande de chasseurs de primes, le choix s'est donc porté sur un vaisseau de classe moyenne avec quelques défauts techniques y compris dans la forme de l'appareil.
La forme des vaisseaux spatiaux s'inspire de sources diverses : du monde militaire (avion de chasse, navire de guerre, sous-marin), du design automobile, planétaire (Star Wars : l'étoile noire), de monuments tels que les pyramides de Gizeh (Stargate) ou encore de formes naturelles (vaisseau de nature animale ou végétale dans Stargate Atlantis).
Lors du choix de la forme du vaisseau spatial, le créateur se trouve face à des problématiques contradictoires :
En général, le vaisseau est adapté aux personnages, aux missions, aux styles de vie à bord et évidemment aux divers milieux, voire terrains, mais en plus, il doit avoir des formes :
- esthétiques ;
- d'aspect guerrier, maternel, loufoque, sombre… selon les besoins ;
- crédible et conforme aux lois du monde auquel il correspond ;
  - scientifiques / parascientifiques,
  - technologiques,
  - économiques,
  - sociales et culturelles,
  - biologiques ;
- et finalement conformes à ce que le public connaît déjà ou peut reconnaître facilement. Parfois il faut sacrifier aux habitudes des fans (ainsi les vaisseaux numérisés de Star Trek ont été modifiés pour garder un aspect moins réaliste et plus maquette de plastique).

Au bout du compte, il est rare d'adopter des formes et des couleurs réalistes pour de tels engins. On peut en outre objecter que les contraintes réelles des voyages interstellaires, des combats spatiaux ou des technologies futures ne sont pas encore connues. La forme crédible d'un vaisseau spatial est donc sujette à toutes les spéculations, et s'inspirer des vaisseaux (en activité ou en projet) actuels ne peut se comprendre que si l'action se déroule dans notre monde et dans un futur pas trop éloigné.

## Modes de propulsion

### Types
Les moyens de propulsion sont extrêmement variés :
- propulsion dite « standard », c'est-à-dire avec une technologie qui permet un déplacement à une vitesse inférieure à celle de la lumière (souvent dite « subluminique » ou « conventionnelle ») ;
- propulsion dite « supraluminique » ou « hyperspatiale », soit à une vitesse dépassant celle de la lumière ;
- propulsion « instantanée » : le vaisseau « saute » d'un point à l'autre de l'espace instantanément ;
- « propulsion loufoque », comme celle imaginée par Douglas Adams : la propulsion aux mauvaises nouvelles. Douglas Adams parle aussi du Propulseur à Improbabilité infinie, qui provoque des événements totalement improbables, comme celui de se déplacer instantanément d'un point de l'espace à un autre (on note aussi la présence du bistromath, fonctionnant aux règles de calcul d'une note de bistro…).
- Propulsion ionique « à pseudo-éjecta » : des atomes sont ionisés dans un champ magnétique puissant appelé réacteur magnétique et sont éjectés dans un tunnel magnétique, appelé couloir à effet Newton. Puis, une fois sortis dans l'espace, un collecteur magnétique en forme de coupole se charge de récupérer 99,99 % des gaz pour les réinjecter dans le réacteur magnétique. La perte de matière est alors très faible et l'accélération bien que très lente est d'une extrême efficacité. Il faut une quantité énorme d'énergie électrique pour faire fonctionner tous ces champs magnétiques ensemble.
- Propulsion gravitationnelle : un faisceau de gravitons est émis depuis l'avant du vaisseau pour former une pseudo-masse fantôme qui par effet gravitationnel attire le vaisseau et la source d'émission de la gravité. Le mouvement commence alors sans jamais connaitre l'équilibre. Une fois la vitesse voulue atteinte, il suffit de couper le système et de laisser l'inertie faire le reste. Le freinage est possible en retournant le faisceau de gravitons à l'opposé du mouvement.
- Propulsion magique (« Spelljamming ») : procédé rendu possible grâce à des « Timons de Spelljamming », qui permet à des vaisseaux médiévaux de voyager dans l'espace. Soit à vitesse tactique (déplacement normal), soit à grande vitesse (déplacement rapide). La grande vitesse permet d'atteindre une pointe équivalent à 180 fois moins que la vitesse de la lumière. À cette allure, il faut compter plusieurs semaines pour quitter un système solaire.

### Puissance
Le moteur chimique (ou moteur à explosion) classique de nos automobiles sert de référence. L’énergie provient de l’explosion du mélange d’hydrogène et d’oxygène dans la chambre de combustion. Il ne permet que les voyages en grande banlieue de la Terre.
Dix fois plus puissants que le moteur de référence :
- Moteur ionique : des atomes de gaz rare (comme le xénon) sont ionisés par un champ puissant. Ceux-ci, devenus ions, sont accélérés par un champ magnétique et rejetés dans l’espace à grande vitesse. Ce type de propulsion équipe déjà certains satellites.
- Générateur biologique : fonctionne sur une base de muscle et de réaction biochimique. Présent dans les vaisseaux d'invasion Tyranide dans Warhammer 40,000 par exemple. Il a une très bonne tenue dans le temps et propose selon les modèles une énergie régulière. Bien que moins puissant qu'un générateur énergétique classique, il propose un meilleur rendement énergétique, il est vivant et peut s'auto-réparer dans une certaine mesure. Certaines substances peuvent le gonfler pour un temps mais il a besoin de repos quand il est fatigué. Dans Warhammer 40,000, la gestion du générateur biologique est une des nombreuses taches de l'Esprit de la Ruche.

Trente mille fois plus puissants que le moteur de référence :
- Moteur à fission nucléaire : un atome de matériau fissible (comme le plutonium) est cassé en atomes plus petits, ce qui provoque un fort dégagement d’énergie. Les moteurs à fission nucléaire sont parfois appelés (improprement) moteurs atomiques comme dans certains albums de Tintin (Objectif Lune et On a marché sur la Lune).
- Moteur à boucle plasmique : un champ magnétique permet de guider un flux de plasma dans un tunnel magnétique qui le canalise dans une direction. Ce flux de plasma fonctionne avec le principe de Newton. Une fois le flux de plasma sorti du tunnel, un « couple » magnétique récupère le flux de plasma et le redirige vers la chambre de fusion. La chambre de fusion est maintenue sous une pression énorme par une sphère magnétique, qui accueille, à mesure de l'utilisation des propulseurs, le plasma « froid » ayant servi à propulser le vaisseau.

L'intérêt particulier de ce système est d'économiser un maximum de « carburant ». Dans Starship Battlesystem, un jeu de figurines, ce type de propulsion est courant et permet de propulser des vaisseaux jusqu'à 222 km/s.
Deux cent mille fois plus puissants que le moteur de référence :
- Moteur à fusion nucléaire : deux atomes légers (principalement l'hydrogène) fusionnent grâce à une amorce énergétique pour former des composés plus lourds avec un dégagement d’énergie encore plus puissant. On pense que ce serait le système le plus économique. Son carburant, l’hydrogène, est abondant dans l’espace et donc quasiment gratuit. Pour en récolter une quantité suffisante, le vaisseau pourrait avoir une forme d’entonnoir et un diamètre supérieur à 40 km.

Trente millions de fois plus puissants que le moteur de référence :
- Moteur à « antimatière » : le contact entre un atome et un anti-atome d’hydrogène (anti-proton) provoque un dégagement maximal d’énergie. Il permet de dépasser largement le système solaire. Ce serait le moyen le plus rapide pour aller d’un point de l’espace à un autre. Cependant, pour produire suffisamment (du moins sur Terre) d’antimatière comme « carburant » il faudrait faire fonctionner nos accélérateurs de particules durant des siècles, avec la technique actuelle. Le stockage de l'A.M. pourrait utiliser un puissant champ magnétique.

Remarque : Toutes les sources citées plus haut sont à la base des sources d'énergie. La conversion de l'énergie en poussée n'est que rarement mentionnée dans les ouvrages de science-fiction ; le seul dispositif réellement connu et documenté est le moteur ionique.
Autres
- Voile solaire : ce mode utilise les photons issus des étoiles (ou « vents stellaires ») comme les bateaux se servent du vent. Pour être efficace, la voile devrait mesurer plusieurs centaines de kilomètres de diamètre. Comme cette voile serait très fine (quelques microns d'épaisseur), elle serait aussi fragile et difficile à fabriquer et à déployer, mais son transport en serait facilité.

Les voiliers solaires, recouvrant l'imaginaire des premières explorations humaines sur la surface de la Terre en grands voiliers, sont souvent mentionnés comme premier moyen de transport interstellaire rapide. Par exemple, dans Star Trek: Deep Space Nine, de tels vaisseaux sont l'objet de plusieurs épisodes. Un autre exemple de voile solaire figure dans la saga des Seigneurs de l'Instrumentalité de Cordwainer Smith, où les pionniers de la conquête galactique utilisent de petits vaisseaux munis de voiles mesurant plusieurs milliers de kilomètres et manœuvrées par de petits robots.
- Propulsion par faisceau : la propulsion par faisceau laser se fait par la pression de la lumière sur la surface du vaisseau. Mais la portée d’un rayon laser n’est pas infinie, ce système ne permettrait donc pas d’aller très loin. Larry Niven, dans son Cycle de l'Anneau-Monde, explique que les humains s'en servent dans les premiers temps de leur expansion spatiale. Lorsque les Kzinti attaquent, ces extra-terrestres, qui se servent de leurs propulseurs comme armes, mettent très longtemps à comprendre que ce sont les canons laser humains « civils » qui détruisent leurs vaisseaux au lieu de livrer bataille dans l'espace.
- Trous de ver (ou « sauts quantiques ») : l’idée de base consiste à utiliser l’étonnante géométrie de l’univers, connue sous le nom de « courbure de l’espace-temps ». Pour se rendre d’un point à un autre de l’Univers, la lumière et la matière suivent son profil ondulé. Les trous de ver sont composés d’énergie gravitationnelle engendrée par l’effondrement d’une étoile super-massive sur elle-même, ou trou noir.

Les trous noirs seraient en fait les entrées de ces « trous de ver ». Ce sont des galeries « spatio-temporelles » creusées dans l’espace-temps qui permettraient de se diriger d’un point à un autre de l’univers en créant un raccourci à l’intérieur même du tissu de l’espace-temps. Les trous de vers sont l'objet astronomique le plus souvent mentionné dans les œuvres de fiction pour justifier les principes physiques de la propulsion supraluminique.
- Énergie du vide (ou « énergie du point zéro ») : elle utilise la densité moyenne d'énergie et de pression engendrée par les fluctuations du vide quantique. (mécanique quantique).

Cette théorie est très controversée par les scientifiques car les tentatives d'extraire l'énergie du vide se feront toujours, pour des raisons fondamentales, à bilan énergétique négatif et au mieux nul (utilisée dans Stargate SG-1 et Stargate Atlantis par le Zero-Point Module (ZPM) (ou Extracteur de Potentiel du Point Zéro, EPPZ).
- Système de propulsion par magie : vu dans le jeu de rôle Spelljammer, un univers hybride empruntant à la fois au merveilleux-héroïque et à l'exploration spatiale…
- Moteur à vortex : utilisé dans Stargate Atlantis, c'est un moteur construit par les Anciens en utilisant la technologie de la porte des étoiles permettant de voyager depuis les abords de la Voie Lactée à la Terre en quelques secondes, comme dans un voyage inter-portes.

## Catégories
On retrouve des catégories de vaisseaux spatiaux, chacune ayant une fonction bien précise.

### Vaisseaux de guerre
De nombreux films, romans et jeux vidéo, ont pour thème une guerre spatiale. Et, parmi tous ces modèles de flottes, apparaît un prototype récurrent adapté des forces navales et aériennes existantes depuis le début de la Seconde Guerre mondiale (exemples : Star Wars, Homeworld, Mass Effect, Starship Troopers, Freelancer, Stargate, Star Trek ou encore toute la série des Wing Commander).
- Vaisseaux légers :
  - le chasseur, tels le X-wing dans Star Wars ou le Planeur de la mort et F-302 dans Stargate, est souvent petit, ultra-maniable et dispose d'une force de frappe certes non négligeable mais plus faible que sur d'autres types de vaisseaux. Assez fragile il se fait abattre rapidement.
  - le bombardier, est plus lourdement armé et mieux défendu que les chasseurs. Il a pour objectifs les vaisseaux moyens (exemples : les B-Wings dans Star Wars, les Al'kesh dans Stargate).

- Vaisseaux moyens :
  - la frégate est faiblement blindée et assez bien armée, elle est particulièrement manœuvrable et dispose parfois de quelques unités légères en stationnement. Elle sert principalement à la destruction des chasseurs ennemis. Dans le jeu vidéo Eve Online, les frégates peuvent être armées de beaucoup de manières différentes pour jouer des rôles très variés lors des combats spatiaux.
  - la corvette est un vaisseau lourdement blindé, lent et peu maniable, mais très puissant et capable de rivaliser avec des vaisseaux de classe supérieure[réf. nécessaire].

Dans certaines œuvres de science-fiction, ces classes sont inversées ; la corvette est alors plus petite et rapide que la frégate (au niveau maritime la corvette est effectivement plus petite que la frégate). C'est le cas dans Star Wars, où le vaisseau de la Princesse Leia est désigné comme une « corvette corellienne » alors qu'elle ne fait que 150 mètres environ. C'est relativement petit par rapport aux frégates Nébulon-B de l'Alliance, qui mesurent plus de 300 mètres.
- Vaisseaux lourds :
  - l’escorteur (destroyer) est un puissant vaisseau de défense contre les vaisseaux moyens et lourds.
  - le croiseur est un puissant vaisseau d'attaque lourdement blindé et armé.
  - le cuirassé est un vaisseau très lourdement blindé, disposant d'une puissance de feu énorme, essentiellement contre les unités lourdes.
  - le porte-vaisseaux est un vaisseau de transport et de réapprovisionnement de vaisseau léger (chasseur et bombardier).
  - le vaisseau de Soutien, introduit par Nexus: The Jupiter Incident, est un énorme atelier de réparations mobiles. Il dispose de puissants systèmes défensifs (bouclier d'Enceinte notamment), peuvent embarquer un grand nombre de chasseurs, et sont d'une résistance phénoménale. Il est indispensable lors d'une invasion et, une fois celle-ci réussie, il sert comme station spatiale temporaire, le temps qu'une véritable station de combat soit construite.
  - le vaisseau-mère est le vaisseau le plus lourdement armé et protégé des classes traditionnelles. Souvent unique, ou bien en groupe, il est le joyau de la flotte. Dans certaines fictions, c'est un vaisseau-usine capable de construire toutes les autres catégories de vaisseaux, excepté les vaisseaux capitaux.

Dans certaines œuvres de science-fiction, ces classes sont inversées ; le croiseur est parfois équivalent du destroyer, et vice versa comme on peut le voir dans l'univers Star Wars avec le Destroyer Imperial.
Certaines œuvres font apparaître des vaisseaux dotés d'une certaine polyvalence, l'univers Star Wars notamment, ou il n'y a pas de véritable porte-vaisseaux et où la plupart des vaisseaux lourds emmènent avec eux un certain nombre de chasseurs et bombardiers.
- Vaisseaux capitaux :
  - le Battlestar (vaisseau de bataille) est un puissant vaisseau servant de station et de vaisseau de combat. Construit et présenté que dans les séries Battlestar Galactica et Galactica par ses coûts excessifs de construction et d'entretien, c'est généralement le vaisseau chargé du commandement de tous les vaisseaux-mère.
  - la Basestar est un vaisseau de guerre des Cylons dans les séries Battlestar Galactica et Galactica, considéré comme la station spatiale mobile la plus gigantesque. Souvent unique dans toute une flotte, elle offre un blindage et un armement démesuré. Les coûts de construction sont très élevés, comme son temps de construction.
  - le Juggernaut est la construction spatiale la plus haute de tous les classements, en tête des vaisseaux capitaux. Elle ne se déplace quasiment jamais même si ses systèmes de propulsions peuvent être démesurément efficaces, sauf en cas de crise majeure. Rare dans les séries de sciences-fiction, c'est le plus haut classement des vaisseaux de guerre et des vaisseaux connus jusqu'à ce jour.

Dans certaines œuvres de science-fiction, ces classes sont similaires ; le Capital peut être un BattleStar ou une BaseStar car les vaisseaux-capitaux sont surclassés. Ce sont très souvent les vaisseaux les plus grands d'une flotte, et des uniques en leur genre.

#### Autres
- La station, qui s'inspire des stations spatiales actuelles, est proposée par Starship Troopers. Elle apporte un soutien aux vaisseaux de combat et sert d'atelier de réparations.
- La station de combat, introduite par Star Wars avec l’Étoile Noire, possède une puissance suffisante pour tenir tête à une armada. Dans l'univers de Star Wars, l'Étoile de la Mort n'est détruite que grâce à un défaut de conception pour la première, et du fait qu'elle soit incomplète pour la seconde. Rien ne peut déterminer l'issue de la bataille si l'Étoile Noire avait été finie. Elles sont aussi présentes dans la série de jeux Halo où les Halo peuvent être considérés comme d'immenses stations de combat.
- Les Lehouine du jeu de rôle Empire galactique sont des navires propulsés par un trou noir artificiel. Leur puissance phénoménale permet d'en faire des villes volantes et ils peuvent utiliser leur traînée de propulsion pour désintégrer n'importe quoi. Les ingénieurs vivent dans la salle des machines avec leurs familles et sont prêts à l'autodestruction en cas d'intrusion : cette procédure de sécurité maximale assure que personne, jamais, ne pourra pirater un Lehouine.
- Les mecha, que l'on retrouve le plus souvent dans les mangas de science-fiction, sont des robots souvent capables de voler sur des distances stellaires. Goldorak est même capable de se muer en vaisseau interstellaire. Dans les œuvres de fiction plus modernes, notamment l'univers Gundam, les Mechas sont capables pour la plupart d'opérer pendant un certain temps dans le vide spatial, mais n'ont pas assez d'autonomie pour s'éloigner d'un vaisseau qui leur sert de base.
- Les vaisseaux organiques, qui comme leur nom l'indique sont des vaisseaux « vivants » : les vaisseaux wraiths dans Stargate SG-1, les vaisseaux de l'espèce 8472 dans Star Trek, les appareils Vorlons et Shadows dans Babylon 5, le TARDIS dans Doctor Who, les Vaisseaux-Tyran dans Spelljammer, les vaisseaux-Scrins du jeu vidéo Command and Conquer 3 ou les vaisseaux des Yuuzhan Vong dans l'univers étendu de Star Wars.
- Les non-vaisseaux de l'univers de fiction du roman Dune sont des navires totalement indétectables aux appareils technologiques et aux prescients (ceux qui voient dans l’avenir).

### Vaisseaux civils
- Le cargo ou transporteur : comme son nom l'indique il est spécialisé dans le transport, que ce soit de ressources ou de troupes. Souvent énorme, assez lent et vraiment très vulnérable, il offre une cible parfaite pour les pirates de l'espace ou pour les raids de l'Alliance rebelle.
- Le long-courrier : tout indiqué pour les voyages très, très longs, le long-courrier accueille souvent en son sein un équipage en hibernation cryogénique (comme dans Alien). Le vaisseau doit alors pouvoir se piloter seul et disposer d'assez d'énergie pour maintenir son équipage en vie, ce qui explique sa relative lenteur.
- Le mange-poussière : ce surnom familier désigne les vaisseaux subluminiques de type long-courrier qui se propulsent en ramassant des atomes d'hydrogène dans l'espace. Ce mode de propulsion est très économique car on n'a pas à fournir le carburant, mais le temps de trajet est très long. Dans le jeu de rôle Empire Galactique, les mange-poussière sont des vaisseaux fantômes : l'invention de l'hyperespace les a laissés sur le carreau, mais à cause de la relativité, certains réapparaissent parfois après des millénaires. Leurs équipages sont alors le jouet d'une féroce compétition médiatique et il faut qu'une agence impériale spéciale les protège.
- Le paquebot : tels les bateaux de croisière de notre époque, les paquebots sont de véritables palaces volants. Ils offrent luxe, calme et volupté à leurs passagers, souvent les individus les plus riches de la galaxie. L'un des meilleurs exemples de paquebot est le Flouston Paradise dans Le Cinquième Élément. Un autre exemple en est le paquebot Étoile blanche dans Aquablue. On peut également qualifier l'Axiom dans Wall-e de paquebot (dans sa fonction initiale), bien qu'au final il accueille toute l'humanité.
- L’OVNI : le vaisseau des extraterrestres dans les films de science-fiction. Souvent en forme de « soucoupe volante », il a des capacités technologiques assez impressionnantes qui lui permettent d'atteindre des vitesses vertigineuses. Le stéréotype de l'OVNI apparaît notamment dans le film Rencontres du troisième type avec les très nombreuses lumières qui s'en échappent.
- Le vaisseau-monde ou vaisseau-génération : écosystème autonome et doté de propulseurs. Dans les vaisseaux-génération, une communauté entière vit en attendant de pouvoir trouver un monde à coloniser et parfois, les occupants oublient qu'ils ne sont pas dans un vrai monde. Dans les vaisseaux-mondes, le vaisseau n'est pas conçu à des fins de colonisation mais simplement de vie, par exemple lorsque la planète d'origine a été détruite. Dans WALL-E, on a un exemple de vaisseau-monde avec l'Axiom. Dans la série télé Andromeda il existe le vaisseau monde Magog qui abrite un système solaire entier. Ce vaisseau est capable de se déplacer en hyper-propulsion.
- Il arrive qu'un peuple transforme une planète en vaisseau, comme dans L'Anneau-Monde de Larry Niven, sous la forme de l'Anneau-Monde lui-même et de la flotte des mondes marionnettiste.

On rencontre aussi dans certains romans humoristiques des vaisseaux de forme inattendue : déguisé en climatiseur dans Vous n'auriez pas vu ma planète de Bob Ottum, par exemple.

## Dans la culture populaire
Dans la littérature, le cinéma, la bande dessinée et les dessins animés, les séries télévisées ou les jeux vidéo, apparaissent de nombreux types de vaisseaux spatiaux.

### Littérature

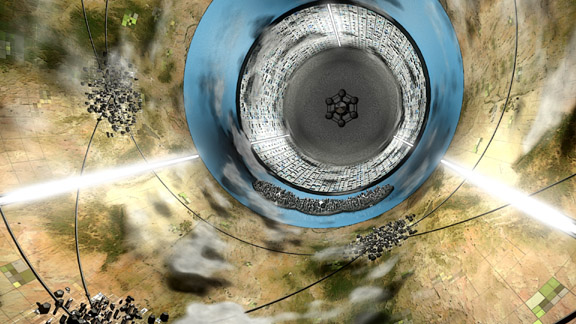
Vue d'artiste de l'intérieur du vaisseau spatial Rama du roman Rendez-vous avec Rama d'Arthur C. Clarke.

- Dans le roman La Faune de l'espace (1950) d'A. E. van Vogt : le Fureteur.
- Dans le roman Le Vagabond (1964) de Fritz Leiber : le Vagabond.
- Dans le Cycle de Dune (1965) de Frank Herbert : les vaisseaux long-courriers de la Guilde spatiale et les Non-vaisseaux des Ixiens.
- Dans le Cycle de Fondation (1966) d'Isaac Asimov : le Far star.
- Dans le roman Destination vide de Frank Herbert (1966) : la Nef / Terra V.
- Dans le Cycle de Tschaï (1968) de Jack Vance : l’Explorateur IV.
- Dans le roman Rendez-vous avec Rama (1973) d'Arthur C. Clarke : Rama, l’Endeavour, la Calypso, le Beagle et le Challenger.
- Dans le roman Le Guide du voyageur galactique (1978) de Douglas Adams : le Cœur en Or.
- Dans la trilogie Helliconia (1982) de Brian Aldiss : l’Avernus.
- Dans le cycle Les Cantos d'Hypérion (1989) de Dan Simmons : l’Yggdrasil.
- Dans le roman Mars la rouge (1992) de Kim Stanley Robinson : l’Arès.
- Dans le roman Des milliards de tapis de cheveux (1995) d'Andreas Eschbach : le Kalyt-9, le Salkantar et la Trikood.
- Dans le roman Le Grand vaisseau (2000) de Robert Reed : le Grand vaisseau.
- Dans le Cycle de la probabilité (2004) de Nancy Kress : le Zeus, l’Alan B. Shepard, le Cascade d'étoiles, le Murasaki, le Sans Merci et le Diamant d'Or.

### Bande dessinée et manga
- Dans la série Yoko Tsuno (1970) : les vaisseaux vinéens.
- Dans la série le Vagabond des Limbes (1975) : le Dauphin d'Argent.
- Dans la série Dragon Ball Z (1989) : les vaisseaux-capsules des guerriers de l'espace, ou encore le vaisseau capsule corp, fabriqué par le père de Bulma pour aller sur Namek.
- Dans la série Les Mondes d'Aldébaran (1994) : les astronefs Tycho Brahe, Johannes Kepler, Isaac Newton et Robert Goddard.
- Dans la série de comic books Spelljammer (en) (publié chez DC, 1990) : les Spelljammers.
- Dans la série Cowboy Bebop (1998) : Bebop, vaisseau jet, Red Tail, Swordfish II, Hammer Head.

### Films
Vaisseaux qui portent un nom

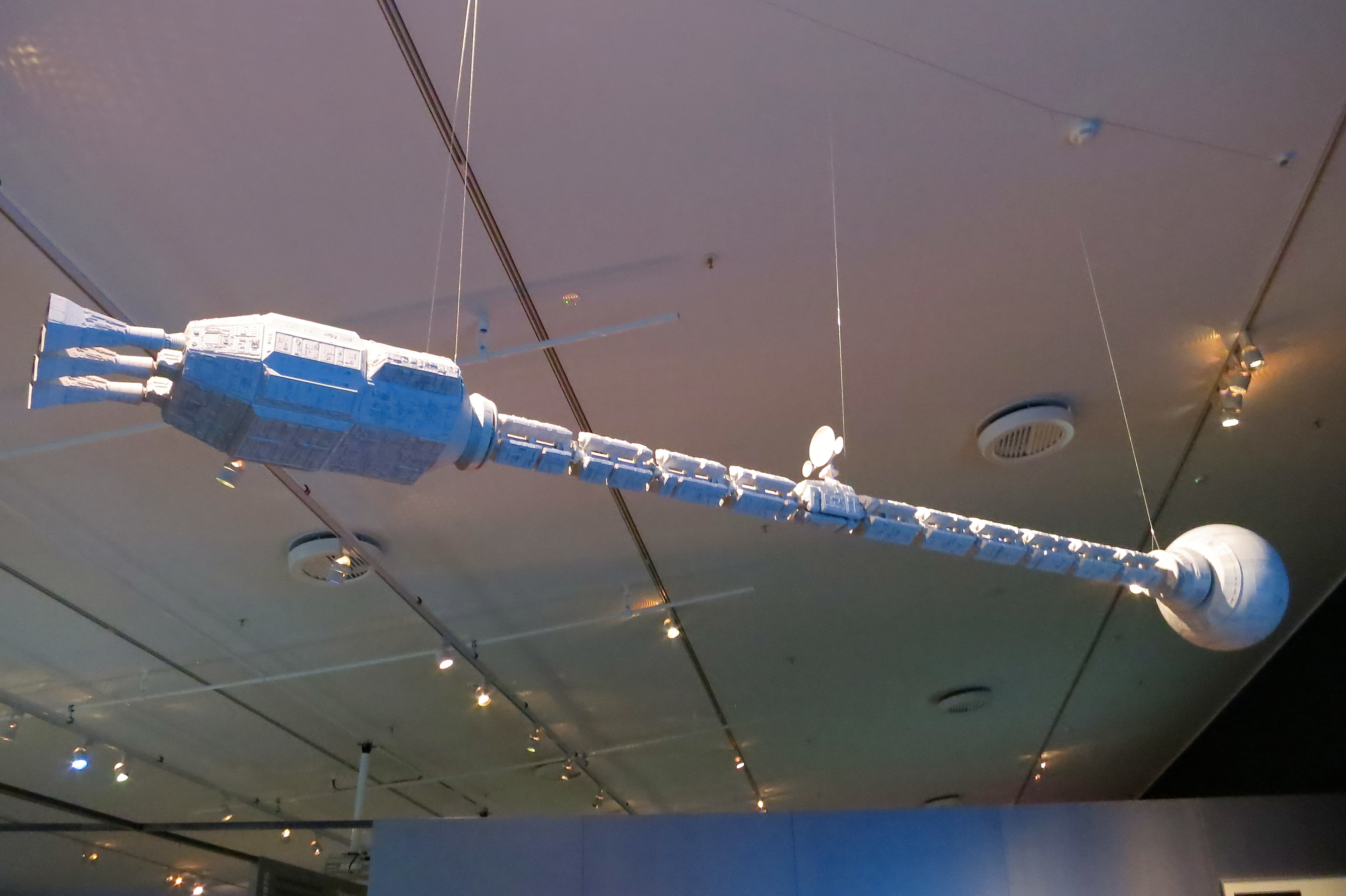
Maquette du vaisseau spatial USS Discovery One dans 2001, l'Odyssée de l'espace (1968).

- Dans les films 2001, l'Odyssée de l'espace (1968) et 2010 : Odyssée deux (1982) : l'USSC Discovery One et l’USSC Orion.
- Dans la saga Star Wars (1977) : le Faucon Millenium et l’Étoile noire.

- Dans le film Battlestar Galactica (1978) : le Battlestar Galactica et le Pegasus.
- Dans la saga Alien (1979) :
  - le Nostromo (Alien) ;
  - l'USS Sulaco et le Narcissus (Aliens, le retour) ;
  - l'USM Auriga et le Betty (Alien, la résurrection).
- Dans la saga Star Trek (1979) : l'USS Enterprise.
- Dans le film Le Trou noir (1979) : l'USS Palomino et l'USS Cygnus.
- Dans le film Event Horizon, le vaisseau de l'au-delà (1997) : l’Event Horizon.
- Dans le film Le Cinquième Élément (1997) : le Flouston Paradise.
- Dans le film Starship Troopers (1997) : le Rodger Young.
- Dans le film d'animation Titan AE (2000) : le Titan.
- Dans le film Serenity (2005) : le Serenity.
- Dans le film Sunshine (2007) : l’Icarus II.
- Dans le film Avatar (2009) : le Valkyrie.
- Dans le film Prometheus (2012) : le Prometheus.
- Dans le film Interstellar (2014) : l’Endurance.
- Dans le film Seul sur Mars (2015) : l' Hermès.

Vaisseaux anonymes

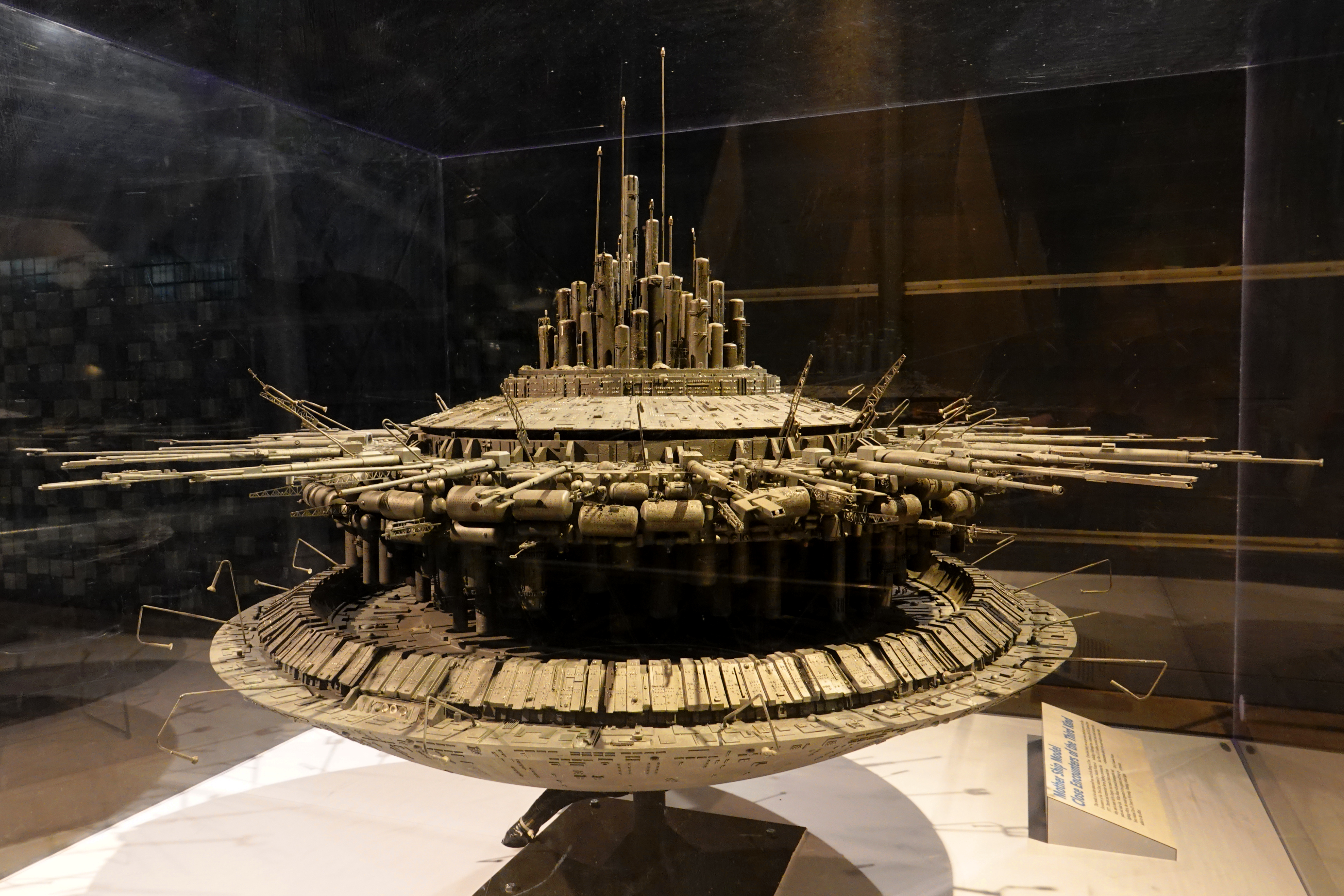
Maquette du vaisseau extraterrestre du film Rencontres du troisième type (1977).

- Les destroyers stellaires dans Star Wars (1977).
- Les vaisseaux extraterrestres lumineux dans les films Rencontres du troisième type (1977) et E.T. l'extra-terrestre (1982)
- Le vaisseau de Superman-bébé dans le film Superman (1978).
- Le vaisseau alien dans le film Alien (1979).
- Les planeurs de la mort dans le film Stargate, la porte des étoiles (1994).
- Le vaisseau des Predators dans le film Predator (1987).
- Les vaisseaux aliens dans le film Independence Day (1996).
- Le vaisseau du film Sphère (1998).
- Le vaisseau du film District 9 (2009).

### Séries télévisées
- Dans la série Doctor Who (1963) : le TARDIS.

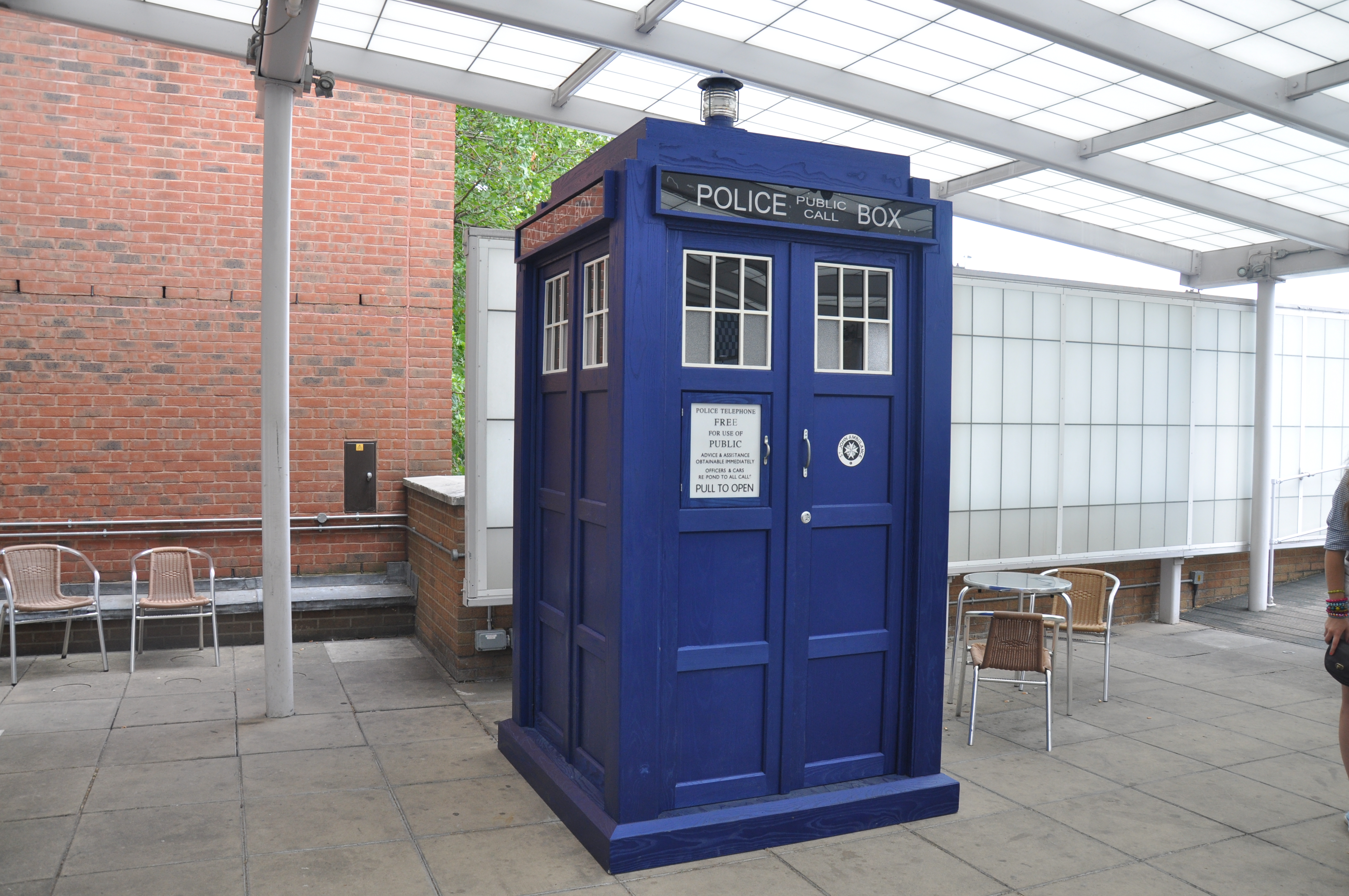
Le TARDIS au temps du onzième Docteur et du douzième Docteur.

- Dans la série Star Trek (1966) : l'USS Enterprise.
- Dans la série Commando spatial - La Fantastique Aventure du vaisseau Orion (1966) : l’Orion.
- Dans la série Cosmos 1999 (1975) : les vaisseaux Eagles.
- Dans la série San Ku Kaï (1978) : l'Azuris.
- Dans la série V (1983) : le vaisseau-mère des visiteurs.
- Dans la série Babylon 5 : le Babylon 5 (1993).
- Dans la série Star Trek: Voyager (1995) : l'USS Voyager.
- Dans la série Lexx (1997) : le Lexx.
- Dans la série Farscape (1999) : le Moya.
- Dans la série Andromeda (2000) : l’Andromeda
- Dans la série Firefly (2002) : le Serenity.
- Les vaisseaux de la franchise Stargate : Stargate SG-1 (1997), Stargate Atlantis (2004), Stargate Universe (2009) :
  - vaisseaux de la Terre : le Prométhée, le Phénix, l’Odyssée, le Dédale, le Korolev, le Apollo, le Sun Tzu.
  - vaisseaux d'Asgard : le Daniel Jackson, le O'Neill, le Valhalla.
  - vaisseaux des Anciens : l’Aurore, l'Orion, la cité-vaisseau Atlantis, le Destinée, les "Jumper"
  - vaisseaux des Goa'uld : Ha'tak, Al'Kesh et Tel'Tak.

### Séries d'animation
- Dans la série Yamato (1974) : le Yamato (en).
- Dans la série animée Albator (1978) : l’Arcadia (ou Atlantis), l’Ombre de la mort (Death Shadow) et le Queen Emeraldas.
- Dans la série Capitaine Flam (1978) : le Cyberlab.
- Dans la série Ulysse 31 (1981) : l’Odysseus.
- Dans la série Cobra (1982) : le Psychoroïde (Turtle).
- Dans la série Jayce et les Conquérants de la lumière (1985) : le vaisseau Gloire de l'univers.
- Dans la série Robotech / Macross (1985) : le SDF-1 Macross (en).
- Dans la série Cowboy Bebop (1999) : le Bebop.
- Dans la série Futurama (1999) : le Planet Express Ship (nl) et le Nimbus.
- Dans l'OAV Sol Bianca (2000) : le Sol Bianca.
- Dans la série animée Valérian et Laureline  (2007) : Le Tempus Fugit et le Sea Moon.

### Jeux vidéo
- Dans la saga Star Fox :
  - l'Arwing, le Wolfen (Star Fox 2), le Great Fox (Star Fox 64)
- Dans Kingdom Hearts : le Gummi.
- Dans la série F-Zero et Super Smash Bros : le Falcon Flyer.
- Dans Halo: Combat Evolved : le Pillar of Autumn.
- Dans Halo 2 : le In Amber Clad.
- Dans Starcraft : l’Hypérion, le Gantrithor et le Norad 2.
- Dans Harbinger : le vaisseau-monde Harbinger.
- Dans Wing Commander : notamment les vaisseaux Concordia et Excalibur.
- Dans Genesis Rising : L'Ère de la génétique : l'Omni-croiseur et les vaisseaux organiques.
- Dans Ratchet and Clank 3 : le Phénix.
- Dans Ratchet and Clank : Opération Destruction et Ratchet and Clank: A Crack in Time : l’Aphélion.
- Dans Dead Space : l'USG Ishimura.
- Dans Warhammer 40,000: Dawn of War II : l’Armageddon et le Litany of Fury.
- Dans Mass Effect (Le SSV Normandy SR1) et Mass Effect 2 (SSV Normandy SR2).
- Dans Homeworld 2 : La Fierté d'Hiigara.

### Jeux de rôle
- Dans le jeu de rôle Empire Galactique, notamment dans son Encyclopédie Galactique vol. 1, le jeu présente le concept de vaisseau à propulsion Varlet et propulsion Lehouine[Quoi ?] et une dimension hyperspatiale : le Trichelumière [réf. souhaitée].
- Dans Spelljammer, le jeu présente de nombreux vaisseaux (en bois pour la plupart, mais aussi en pierre ou même vivants) explorant l'espace par magie.